# Opius katonensis
Opius katonensis är en stekelart som beskrevs av Fischer 1961. Opius katonensis ingår i släktet Opius och familjen bracksteklar. Inga underarter finns listade i Catalogue of Life.